# OpenCart
OpenCart е система за създаване на електронен магазин, създадена от Даниел Кер. ОреnCart е базирана на PHP и използва MySQL за база данни. По подразбиране системата работи на Apache, но също така е възможно да функционира и под nginx. Лицензирана е под GNU GPL лиценз.
OpenCart се отличава с разнообразен подбор от функции, които включват неограничен брой категории, неограничен брой продукти, неограничен брой производители, доставчици, автори, всички валути, езици, продуктови рейтинги, мултистор, продуктови коментари, рейтинги, множество интеграции на популярни банкови услуги, спедиторски компании и методи за плащане. OpenCart също предлага богат асортимент от над 9000 готови за ползване безплатни и платени приложения.

## Технически изисквания
- Уеб сървър (Apache/nGinx)
- PHP 5.2+
- Влючен Curl
- База данни (MySQLi)